# Wapen van Eersel

Wapen van de gemeente Eersel (sinds 1988)

Het huidige wapen van Eersel werd bij Koninklijk Besluit op 22 augustus 1988 aan de huidige gemeente Eersel toegekend. Het was het tweede wapen van de gemeente sinds de oprichting. De aanleiding hiertoe was de toevoeging van Duizel en Steensel aan de gemeente, waardoor feitelijk een nieuwe gemeente Eersel was ontstaan.

## Geschiedenis
Het eerste wapen van Eersel was gebaseerd op een afdruk van het schependomszegel van de voormalige heerlijkheid. De afbeelding op het zegel was al op hoofdlijnen in 1254 bepaald. De twee oudste zegels vertonen een burcht, met daaronder een schuin geplaatst schildje met daarop drie drielingbalken en een uitkomende leeuw. Op een van de twee zegels zijn naast de burcht ook twee lelies afgebeeld. Dit zegel werd gebruikt voor het gehele gebied; het andere uitsluitend voor Eersel zelf. In 1704 verscheen een zegel, met lelies, met in plaats van de drielingbalken in het schuine schildje negen golflijnen en zonder leeuw. Dit zegel werd gebruikt bij de aanvraag van het gemeentewapen. Het wapen dat werd toegekend, toonde een uitkomende leeuw boven een aantal golflijnen, zoals in het wapen van de provincie Zeeland. Omdat er geen kleuren waren gespecificeerd, werd het wapen verleend in rijkskleuren.
In 1987 werd het wapen in de historische kleuren hersteld, waarbij de leeuw in het kleine schildje weer boven drie drielingbalken werd geplaatst. De lelies verdwenen, omdat die historisch niet hoorden bij het wapen dat voor Eersel zelf werd gebruikt. Bij de fusie met Vessem, Wintelre en Knegsel in 1997 bleef het gemeentewapen ongewijzigd.
In 1988 nam de gemeente een vlag aan dat is gebaseerd op het kleine schildje in het wapen.

## Blazoen

### Wapen van 1817

Wapen van de gemeente Eersel (1817 - 1988)

De beschrijving van het wapen van Eersel dat op 16 juli 1817  werd bevestigd, luidt als volgt:
Van lazuur beladen met 3 torens verzeld ter wederzijde door een lelij, alles van goud, en pointe een schild van goud, waarop eene leeuw, zwemmende op eene zee, alles van lazuur.
N.B.:
- De heraldische kleuren zijn lazuur (blauw) en goud (geel). Dit zijn de rijkskleuren

### Wapen van 1988
De beschrijving van het wapen dat op 22 augustus 1988 werd toegekend, luidt als volgt:
In keel een burcht van zilver, verlicht van het veld, gevoegd van sabel, bestaande uit een gekanteelde en van een puntgevel voorziene poort, waarin een opgetrokken valhek van sabel voor gesloten deuren, geplaatst voor een hogere en bredere gekanteelde hoofdtoren en door muren verbonden met 2 kleinere gekanteelde torens, de burcht vergezeld van een met de bovenhoek over de deuren gaand schuingeplaatst schild van sabel, beladen met 3 drielingbalken van goud en in een schildhoofd van zilver een uitkomende leeuw van keel. Het schild gedekt door een gouden kroon van 3 bladeren en 2 parels.
N.B.:
- De heraldische kleuren van het wapen zijn: zilver (wit), sabel (zwart), goud (geel) en keel (rood).